# Stauntonia decora
Stauntonia decora är en narrbuskeväxtart som först beskrevs av Stephen Troyte Dunn, och fick sitt nu gällande namn av Cheng Yih Wu. Stauntonia decora ingår i släktet Stauntonia och familjen narrbuskeväxter. Inga underarter finns listade i Catalogue of Life.